# Oporinia filigrammaria
Oporinia filigrammaria är en fjärilsart som beskrevs av Herrich-Schäffer 1846. Oporinia filigrammaria ingår i släktet Oporinia och familjen mätare. Inga underarter finns listade i Catalogue of Life.